# Nokia N85
El Nokia N85 és un telèfon mòbil Smartphone produït per la companyia finlandesa Nokia. Anunciat a l'agost de 2008, i que va ser llançat al mercat a l'octubre del mateix any. Parteix de la Serie N de Nokia. Funciona sobre Symbian OS v9.3, 3a generació (S60) Service pack 2, i inclou un teclat doble slider. Entre les múltiples funcions del N85 es barregen, d'una banda, les d'un telèfon i per un altre, un ampli catàleg de funcions multimèdia com càmera fotogràfica i gravadora d'alta resolució (5Mp), jocs interactius, formes de comunicació tipus web, correu electrònic, navegador web en pantalla, connectivitat a xarxes Wi-Fi, missatgeria de text, a més d'un receptor de Sistema de posicionament global integrat, per a poder accedir als satèl·lits de posicionament no cal cap maquinari extern.